# Dunakeszi
Dunakeszi ist eine ungarische Stadt im gleichnamigen Kreis im Komitat Pest. Auf einer Fläche von 31,06 km² leben 40.441 Einwohner (2013).

## Geschichte
- Bei dem hier entdeckten Burgus Dunakeszi handelt es sich um ein kleines römischen Militärlager. Es sicherte als spätantiker Ländeburgus die Überwachung eines Donauübergangs am pannonischen Limes.
- Im Jahr 2002 wurde unter Leitung des ungarischen Archäologen Zsolt Mráv eine Nachgrabung am Ländeburgus Dunakeszi durchgeführt.

## Städtepartnerschaften
- Casalgrande, Italien
- Cristuru Secuiesc, Rumänien
- Rawda, Bulgarien
- Stary Sącz, Polen

## Sport

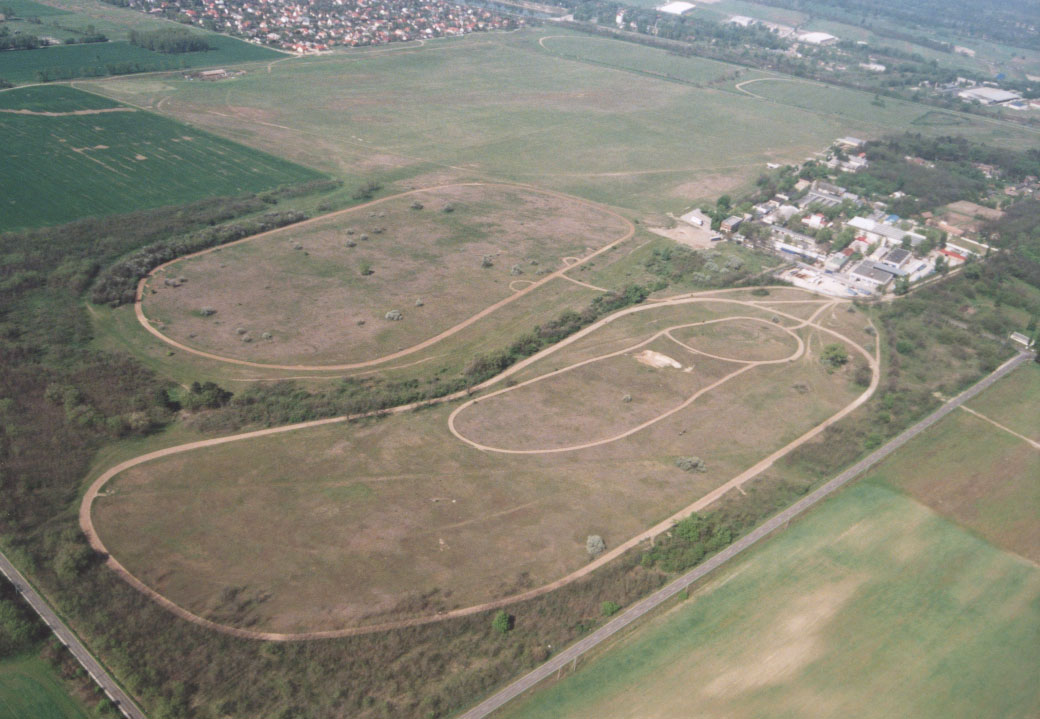
Pferderennbahn Alag in Dunakeszi

### Alag
In Dunakeszi befindet sich die Pferderennbahn Alag. Hier finden die Alag Horse Trials statt. Alag kann auf eine lange Geschichte als Bahn sowie als Trainingszentrum zurückblicken. 1897 wurde das Trainingsquartier als das nach Totis, dem ungarischen Newmarket, bedeutendste Österreich-Ungarns gewertet. Für Erfolgstrainer wie Herbert Reeves (1869–1936) und viele andere war Alag über Jahrzehnte Arbeits- wie Wohnstätte. 1935 betrug die Gesamtlänge der Bahnen der verschiedenen Alager Plätze 24 Kilometer, einmalig in (Kontinental-)Europa.
Ab 1891 – die nur 15 km entfernt gelegene Neue Budapester Rennbahn (heute: Puskás Aréna) südöstlich des Stadtwäldchens war am 17. Oktober 1880 eröffnet worden – bildeten die Rennen vor dem I. Weltkrieg eine feste Größe im Rennkalender. Ab Mai 1914 war die Bahn im Stadtwäldchen bis August 1915 geschlossen. Mit den als Notbehelf im Mai 1915 in Alag abgehaltenen Renntagen wurde den Rennställen eine gewisse Entschädigung für sonst ausgesetzt gewesene Preise geboten. Durch den kriegsbedingt eingeschränkten öffentlichen Verkehr litt die Erreichbarkeit der Alager Bahn, und das Interesse an Galopprennen ging während der Zeit, in der das Programm der Budapester Hauptrennbahn beschränkt war, zurück. Alag war Eigentum des Ungarischen Jockey-Clubs, welcher die Bahn im Stadtwäldchen gepachtet hatte und sich seit dem Auslaufen jenes Mietvetrags um 1910 auf Planung und Bau einer eigenen neuen (bis gedacht 1916 rennbereiten) Bahn im Weichbild der Metropole konzentrieren musste.
In allernächster Nähe zu Alag wurde 1912 die (bis 1944 bestehende) Rennbahn von Káposztásmegyer angelegt, ein Ort, der bis 1950 noch außerhalb von Budapest lag. Der Status dieser Bahn war in der Zeit vor der Eröffnung der neuen großen Stadtanlage (und auch danach) ähnlich dem von Alag, das vom Jockey-Club als Aushilfs- und Trainierbahn bewertet wurde. Die historisch wahrscheinlich bedeutendste Veranstaltung von Káposztásmegyer war die am 6. Juni 1927 gelaufene Hundertjahr-Gedenk-Steeplechase des Ungarischen Herrenreitervereins. An dem der Erinnerung an den hundertsten Jahrestag der ersten Rennen in Ungarn gewidmeten Wettlauf (über 5000 Meter Jagdbahn) durften sowohl Herren als auch Jockeys teilnehmen.
Anders als auf der Rennbahn im Budapester Stadtwäldchen, wo, der Not folgend, für den Gemüseanbau geegt worden war, blieben die Anlagen von Alag vom Ersten Weltkrieg vollkommen unberührt, ebenso eine dort neu errichtete Bahn. Der nach den Tagen von Béla Kun (1886–1938) und Tibor Szamuely (1890–1919) wiedererstarkte Ungarische Jockey-Club verlegte daher noch 1919 seine Budapester Rennen nach Alag und suchte Entscheidung in der Frage Ausbau von Alag oder Fertigstellung der bereits 1910 (aus Notwendigkeit) beschlossenen, 1912 begonnenen neuen Bahn in der Hauptstadt (Kerepeser Auhalde). Von Graf Julius Csekonics (1875–1957) energisch durch die Jahre der Hyperinflation gelenkt, konnte der Jockey-Club am 10. Mai 1925 die neue Rennbahn eröffnen (heute: Kincsem Park) – die, zumindest in der deutschsprachigen Presse, ebenfalls Rennbahn im Stadtwäldchen benannt wurde.
Der ungarische Impressionist Károly Ferenczy (1862–1917) malte 1901 das Bild Die Pferderennbahn von Alag.

## Verkehr
- Die Autobahn M2, die im Norden der Landeshauptstadt Budapest beginnt, führt vorbei an Dunakeszi und endet bei Vác.
- Die Autobahn M0 verläuft südlich in fünf Kilometer Entfernung.
- Dunakeszi liegt an der Bahnstrecke Bratislava–Budapest.
- Ein nicht-öffentlicher Flugplatz befindet sich auf einer Höhe von 126 Metern (= 413 ft). Die unbefestigte Startbahn hat die Maße 800 m × 500 m.